# Jake Girdwood-Reich
Jake Girdwood-Reich, né le 26 mai 2004 à Sydney en Australie, est un footballeur australien qui évolue au poste de milieu défensif au St. Louis City SC.

## Biographie

### En club
Né à Sydney en Australie, Jake Girdwood-Reich est formé par différents clubs comme le Sydney Olympic, le St Johnstone FC, le APIA Leichhardt FC, puis le Sydney FC.
C'est avec ce dernier club qu'il joue son premier match de A-League, la première division australienne, face au Macarthur FC le 29 octobre 2022. Il entre en jeu au cours de la rencontre à la place de Diego Caballo. Son équipe s'impose sur le score de trois buts à deux.
Le 3 juin 2024, le St. Louis City SC annonce le recrutement de Jake Girdwood-Reich. Le joueur signe un contrat courant jusqu'en décembre 2027 avec une année supplémentaire en option.
Il joue son premier match sous ses nouvelles couleurs le 21 juillet 2024, à l'occasion d'une rencontre de Major League Soccer face au Sporting de Kansas City. Il entre en jeu, remplaçant Akil Watts. Les deux équipes se neutralisent (1-1 score final).

### En sélection
Jake Girdwood-Reich est convoqué avec l'équipe d'Australie des moins de 23 ans pour participer à la Coupe d'Asie des moins de 23 ans en 2024. Son équipe est toutefois éliminée dès la phase de groupe avec un bilan de deux matchs nuls et une défaite.